# 高槻みゆう
高槻 みゆう（たかつき みゆう、8月17日 - ）は、日本の女性声優。福岡県出身。

## 略歴
2018年1月より、代々木アニメーション学院プロデュースのユニット「YOANI 1年C組」でアイドル活動を開始。2019年、グループの活動終了と事務所の退所を経て、同年10月よりフリーランスに。
その後、ラジオを中心にナレーション、配信番組やライブイベントなどに出演していき、2021年12月より現スタイルキューブ所属となった。
2025年7月31日をもってスタイルキューブを退所した。

## 人物
趣味は美味しいものを食べること、歌うことなど。特技は14年習ったというクラシックバレエ。
好きな食べ物はいちご、好きな料理は親子丼。また、HUNTER×HUNTERのクラピカが好きであり、同作は声優を目指すきっかけにもなったとのこと。

## 出演
太字はメインキャラクター。

### テレビアニメ
2019年
- あしたの隙間（走る女）

2022年
- プリマドール（子供D）

2023年
- アイドリッシュセブン Third BEAT!（観客）
- お兄ちゃんはおしまい!（高田さつき）
- ツンデレ悪役令嬢リーゼロッテと実況の遠藤くんと解説の小林さん（生徒B）
- 悲劇の元凶となる最強外道ラスボス女王は民の為に尽くします。（参列者）

2024年
- 異世界でもふもふなでなでするためにがんばってます。（白）

2025年
- メダリスト（生徒、観客）
- 強くてニューサーガ（店員）

### 劇場アニメ
- 劇場版アイドリッシュセブン LIVE 4bit BEYOND THE PERiOD（2023年）

### ゲーム
- アイドルガールズ（2020年、ソフィア[14]）
- ファントム オブ キル（2022年、マクリル[15]）
- インクオン(Ink on)（2022年、平伊万里[16]）
- グルーヴコースター ワイワイパーティー!!!!（2022年、ユウ[17]）

### 吹き替え

#### アニメ
- ピーターパンと魔法の本（2019年、タイガーリリー[18]）

### ラジオ
※はインターネット配信。
- セクシー齋藤のトークファイター（2020年 - 2022年、市川うららFM※）レギュラーパーソナリティ[19]
- セクシー齋藤/撫養佑樹のフリースタイルトーク（2020年 - 2021年、市川うららFM※）コーナーパーソナリティ[20]
- 花村学園へようこそ！（2020年、渋谷クロスFM※）[21]
- J Cross Style（2020年 - 2022年、渋谷クロスFM※）レギュラーパーソナリティ[22][23]
- 東京トーカー（2023年 - 、渋谷クロスFM※）レギュラーパーソナリティ[24][25]
- 豊田萌絵 with もえころがし（2024年、超!A&G+※）2月マンスリーアシスタント[26]

### インターネットテレビ
- それいけ☆DREAM UP（2020年、YouTube Live・SHOWROOM※）[27]
- SAMMYのおもしろニュ〜スさてらいと！（2020年、YouTube Live・SHOWROOM※）[28]
- タイトー音ゲー部（2022年 - 、YouTube Live※）[29]

### 舞台
- 「魔法先生ネギま!〜お子ちゃま先生は修行中!〜」（2018年、明⽯裕奈[30]）
- 「今、僕は六本木の交差点に立つ」（2019年、アンサンブルキャストで出演[31]）
- 「ダンスミュージカル お私立 花村学園」 ぼくらにも救える命がある（2020年、桜井りん[32]）
- キミに贈る朗読会「VOICEinBOX～声優さん、出番です～」Vol.3（2023年5月28日、MsmileBOX渋谷[33]）
- キミに贈る朗読会「VOICEinBOX～声優さん、出番です～」Vol.5（2023年8月13日、MsmileBOX渋谷）※朗読劇有り[34]
- キミに贈る朗読会 短編集 〜フェアウェル・シーベット〜（2023年9月17日、MsmileBOX渋谷） - 「クライムーン・シスター」沙月、明音 役[35]
- キミに贈る朗読会 短編集 〜記憶の森とルミナストレイン〜（2023年10月8日、MsmileBOX渋谷） - シュウ 役[36]
- キミに贈る朗読会「VOICEinBOX～声優さん、出番です～」Vol.6（2023年11月23日、MsmileBOX渋谷）※朗読劇有り[37]
- キミに贈る朗読会 短編集 Whisper Snowscape「ウィスパー・スノースケープ」（2023年12月23日、MsmileBOX渋谷） - 「わからないまま抱きしめて」平坂ヒナノ 役[38]

### ナレーション
※はインターネット配信。
- マネーテラス（2019年 - 2020年、YouTube※）[39]
- Renta! コミックCM「十三歳の誕生日、皇后になりました。①」（2023年、YouTube※）[40]

### その他コンテンツ
- 睡眠導入アプリ「眠れない夜に」（2019年）[41]
- 『ミリオンドール』 ドラマCDつき特装版 第6巻（2020年、クルクルメイツ[42]）
- 映像ドラマ 「ベスティ・ベスティーズ・バンパイヤ」（2021年、柴田ゆうこ[43]）
- ボイスコミック 『【朗報】俺の許嫁になった地味子、家では可愛いしかない。』（2021年、佐方那由[44]）